# 何振良
何 振良（か しんりょう、簡体字中国語: 何振良、拼音: Hé Zhènliáng、1967年11月 - ）は、中華人民共和国の外交官。駐日大使館での奉職や北京の本省勤務、在福岡総領事（2016年～2019年）を経て、2020年2月から12月にかけて在大阪総領事を務めた。法学修士。

## 経歴
- 1996年～2000年: 駐日大使館三等書記官、二等書記官[1]
- 2001年～2003年: 外交部アジア局二等書記官、一等書記官[1]
- 2003年～2008年: 外交部アジア局日本遺棄化学兵器問題処理弁公室副主任、副処長[1]
- 2008年～2014年: 外交部アジア局日本遺棄化学兵器問題処理弁公室副主任、主任[1]
- 2015年1月～2016年6月: 駐日大使館公使参事官、報道官[1]
- 2016年7月～2019年12月: 在福岡総領事[1]
- 2020年2月～12月: 在大阪総領事[1][2]

## 在大阪総領事として
2020年2月5日、在大阪総領事として着任。同年2月19日、香港貿易発展局と関西日本香港協会が共同主催する2020年の春節祝賀会に招待されて演説を行った。在日香港人や関西の経済人など120名以上が集うこの席上で、何振良総領事は、中国や日本などで猖獗を極めている新型肺炎との闘いにおいて関西を含む日本の各界から支援があったことに対して心からの感謝を表明した上で、中国も日本への支援を提供する用意があるとの意向を示した。
2021年4月26日、ジャーナリスト・吉村剛史の取材による『デイリー新潮』でのスクープ報道によると、何総領事は2020年秋に一時帰国し、約半年間日本に滞在しておらず、2020年12月から副総領事の張玉萍が代理総領事として勤務していることが分かった。